# سیارک ۱۶۸۶۱
سیارک ۱۶۸۶۱ (به انگلیسی: 16861 Lipovetsky، نامگذاری:1997YZ11) شانزده هزار و هشتصد و شصت و یکمین سیارک کشف شده‌است که در ۲۷ دسامبر ۱۹۹۷ کشف شد.
قدر مطلق سیارک برابر ۱۴٫۴۰ است.